# 帕拉代斯 (蒙大拿州)
帕拉代斯（英語：Paradise）是位於美國蒙大拿州桑德斯縣的普查規定居民點。

## 歷史
帕拉代斯的郵局自1907年營運至今。

## 人口
根據2020年美國人口普查的數據，帕拉代斯的面積為0.69平方千米，當中陸地面積為0.64平方千米，而水域面積為0.05平方千米。當地共有人口166人，而人口密度為每平方千米240.58人。